# Sancho IV van Castilië
Sancho IV (Valladolid, 12 mei 1258 — Toledo, 25 april 1295), bijgenaamd de Dappere, was koning van Castilië en (als Sancho II) ook van León van 1284 (de kroon van Castilië) tot aan zijn dood.

## Levensloop
Sancho was de tweede zoon en opvolger van Alfons de Wijze, tegen wie hij in opstand kwam. Hij was voortdurend verwikkeld in een machtsstrijd met de adellijke geslachten Lara en Haro, en met de troonpretendenten Alfons en Ferdinand de la Cerda, zonen van Sancho's overleden oudere broer Ferdinand. Bovendien bestreed hij de Moren, aan wie hij Tarifa ontrukte.
Sancho IV was net als zijn vader een geleerd man, die de letterkunde bevorderde, en zelf vertalingen maakte. Hij richtte ook de universiteit van Alcalá de Henares op.

### Huwelijk en kinderen
Sancho huwde in 1281 met Maria van Molina (1265 - Valladolid, 1321), een dochter van Alfons van Molina, zelf een kleinzoon van Alfons IX van Castilië. Sancho en Maria waren zodoende neef en nicht, waardoor dispensatie voor het huwelijk diende aangevraagd te worden. Deze werd ook verleend, zij het dat de dispensatie pas na het huwelijk geschiedde. Dit werd na zijn dood door zijn broers als voorwendsel gebruikt om de opvolging door zijn zoon in twijfel te trekken.
Zij hadden de volgende kinderen:
- Isabella van Castilië (1283-1328), gehuwd met Jacobus II van Aragón en nadien met Jan III van Bretagne
- Ferdinand IV (1285-1312)
- Alfons (1286-1291)
- Hendrik (1288-1299)
- Peter (1290-1319), gehuwd met Maria (1299-1316), dochter van Jacobus II van Aragón
- Filips (1292-1327), gehuwd met zijn nicht Margaretha, dochter van Ferdinand de la Cerda
- Beatrix (1293-1359), gehuwd met Alfons IV van Portugal.

## Voorouders
| Voorouders van Sancho IV of Castilië (1258-1295) | Voorouders van Sancho IV of Castilië (1258-1295)                              | Voorouders van Sancho IV of Castilië (1258-1295)                              | Voorouders van Sancho IV of Castilië (1258-1295)                              | Voorouders van Sancho IV of Castilië (1258-1295)                              | Voorouders van Sancho IV of Castilië (1258-1295)                     | Voorouders van Sancho IV of Castilië (1258-1295)                     | Voorouders van Sancho IV of Castilië (1258-1295)                         | Voorouders van Sancho IV of Castilië (1258-1295)                         |
| ------------------------------------------------ | ----------------------------------------------------------------------------- | ----------------------------------------------------------------------------- | ----------------------------------------------------------------------------- | ----------------------------------------------------------------------------- | -------------------------------------------------------------------- | -------------------------------------------------------------------- | ------------------------------------------------------------------------ | ------------------------------------------------------------------------ |
| Overgrootouders                                  | Alfons IX van León (1171-1230) ∞ Berenguela van Castilië (1180-1246)          | Alfons IX van León (1171-1230) ∞ Berenguela van Castilië (1180-1246)          | Filips van Zwaben (1177-1208) ∞ 1197 Irena Angela (1181-1208)                 | Filips van Zwaben (1177-1208) ∞ 1197 Irena Angela (1181-1208)                 | Peter II van Aragón (1174-1213) ∞ Maria van Montpellier (1182–1213)  | Peter II van Aragón (1174-1213) ∞ Maria van Montpellier (1182–1213)  | Andreas II van Hongarije (1175-1235) ∞ Yolande van Courtenay (1200-1233) | Andreas II van Hongarije (1175-1235) ∞ Yolande van Courtenay (1200-1233) |
| Grootouders                                      | Ferdinand III van Castilië (1199-1252) ∞ Beatrix van Hohenstaufen (1205-1235) | Ferdinand III van Castilië (1199-1252) ∞ Beatrix van Hohenstaufen (1205-1235) | Ferdinand III van Castilië (1199-1252) ∞ Beatrix van Hohenstaufen (1205-1235) | Ferdinand III van Castilië (1199-1252) ∞ Beatrix van Hohenstaufen (1205-1235) | Jacobus I van Aragón (1208-1276) ∞ Jolanda van Hongarije (1219-1251) | Jacobus I van Aragón (1208-1276) ∞ Jolanda van Hongarije (1219-1251) | Jacobus I van Aragón (1208-1276) ∞ Jolanda van Hongarije (1219-1251)     | Jacobus I van Aragón (1208-1276) ∞ Jolanda van Hongarije (1219-1251)     |
| Ouders                                           | Alfons X van Castilië (1221-1284) ∞ Violante van Aragón (1236-1301)           | Alfons X van Castilië (1221-1284) ∞ Violante van Aragón (1236-1301)           | Alfons X van Castilië (1221-1284) ∞ Violante van Aragón (1236-1301)           | Alfons X van Castilië (1221-1284) ∞ Violante van Aragón (1236-1301)           | Alfons X van Castilië (1221-1284) ∞ Violante van Aragón (1236-1301)  | Alfons X van Castilië (1221-1284) ∞ Violante van Aragón (1236-1301)  | Alfons X van Castilië (1221-1284) ∞ Violante van Aragón (1236-1301)      | Alfons X van Castilië (1221-1284) ∞ Violante van Aragón (1236-1301)      |